# قلعه کالادون
قلعه کالادون (انگلیسی: Caludon Castle) یکی از قلعه‌های باستانی انگلستان واقع در شهر کاونتری می‌باشد که تحت حمایت سازمان آثار تاریخی در مقابل تغییرات ساختاری قرار داردو جزو ۱۹ساختمان باستانی شهر کاونتری نیز هست. خندقی به طول ۱۹۰متر مربوط به این بنا در سمت جنوبی قلعه وجود داشته‌است. این قلعه امروزه ویران شده و جز دیواری سنگی از آن چیزی باقی نمانده است. امروزه آنچه که از محوطه این قلعه باقی مانده تبدیل به پارک شده که توسط شهرداری کاونتری اداره می‌شود و بقیه آن در حدود سال‌های ۱۹۰۰ جهت ساخت و ساز شهری فروخته شده‌است.

## تاریخچه
به یقین این محوطه قبل از قرن ۱۱میلادی نیز مورد استفاده بوده‌است. ساختمان اصلی آن ٬خانه بزرگی بوده‌است که پس از تسخیر از زمان حمله نرمن‌ها به انگلستان تحت مالکیت شاهزاده چستر قرار گرفت. خانه یادشده در قرن ۱۳ میلادی به خانواده بارون سیگریو به عنوان خانه اربابی داده شد. در سال ۱۳۰۵ توسط پادشاه وقت گواهی مستحکم سازی آن صادر شد و گمان می‌رود که در آن زمان این خانه به قلعه تغییر داده شد. در سال ۱۳۵۴ پس از دریافت مجوز دوباره نوسازی شد. در قرن ۱۴ میلادی به مالکیت توماس دیموبری که دوک نورفوک بود درآمد و پس از مطرود شدن وی از قدرت و بر اثر بی‌توجهی آسیب دید. پسر وی جان ٬این قلعه را به ارث برد و تا سال ۱۴۸۱ در مالکیت این خانواده اشرافی قرار گرفت. در سال ۱۵۸۰ به شکل یک عمارت بزرگ مسکونی نوسازی شد تا اینکه در سال ۱۶۶۲ به‌طور کامل ویران شده و تا سال ۱۸۰۰ به شکل ویرانه‌ای باقی ماندو پس از آن به مزرعه تبدیل گردید.
در سال ۱۸۱۵زمین‌های مربوطه تقسیم‌بندی و فروخته شد و پس از جنگ جهانی اول مقدار زیادی از زمین‌های آن توسط یک شرکت خانه سازی خریداری و پس از ساخت و ساز مسکونی گردید.